# Guldvingad parakit
Guldvingad parakit (Brotogeris chrysoptera) är en fågel i familjen västpapegojor inom ordningen papegojfåglar.

## Utseende och läte
Guldvingad parakit är i flykten en kompakt och spetsstjärtad papepojfågel med studsande flykt och ryckiga vingslag. På sittande fågel kan det vara svårt att de den guldfärgade fläcken på vingen, men noterbart är liten storlek, satt kroppsform, mestadels grön fjäderdräkt och ljus näbb. Det distinkta raspiga lätet hörs nästan alltid innan man får syn på den.

## Utbredning och systematik
Guldvingad parakit förekommer i Sydamerika. Den delas in i fem underarter med följande utbredning:
- Brotogeris chrysoptera chrysoptera – förekommer från nordöstra Venezuela till Guyana och närliggande norra Brasilien
- Brotogeris chrysoptera tenuifrons – förekommer i norra Brasilien (vid övre Rio Negro i Amazonområdet)
- Brotogeris chrysoptera solimoensis – förekommer i norra Brasilien (regionerna Codajas och Manaus)
- Brotogeris chrysoptera tuipara – förekommer i kustnära norra Brasilien (från Rio Tapajós till nordöstra Maranhão)
- Brotogeris chrysoptera chrysosema – förekommer i västra Brasilien (från Rio Madeira till norra Mato Grosso)

## Levnadssätt
Guldvingad parakit hittas i låglänt regnskog. Där ses den flyga högt över trädtaket. Den födosöker i trädkronorna efter blommor och frukt.

## Status och hot
Arten har ett stort utbredningsområde, men tros minska i antal, dock inte tillräckligt kraftigt för att den ska betraktas som hotad. Internationella naturvårdsunionen IUCN listar arten som livskraftig (LC).